# Artículo 50 del Tratado de la Unión Europea
El artículo 50 del Tratado de la Unión Europea (TUE) es parte del derecho constitucional de la Unión Europea que establece como los Estados miembros pueden separarse de la Unión. Su uso se debatió ampliamente después del referéndum celebrado en el Reino Unido el 23 de junio de 2016, en el que la mayoría de los votantes favorecieron la retirada del Reino Unido de la Unión Europea.
Una vez que se haya activado el artículo 50 por el Estado que desea abandonar la Unión, habrá un plazo de dos años, donde el gobierno de dicho Estado y las instituciones de la Unión tendrán que alcanzar un acuerdo de como se debe realizar la salida y establecer las futuras relaciones entre las partes, con la posibilidad de prorrogar el tiempo por mutuo acuerdo, para concluir las negociaciones. Si las negociaciones no logran llegar a un acuerdo, las reglas sobre el comercio y aranceles entre el Estado que se retira y la UE se regirán por las reglas de la Organización Mundial del Comercio. Este proceso generalmente se acepta para dejar a los miembros secesores con menos poder de negociación en las negociaciones, porque los costos de estar en el tratado de comercio serían proporcionalmente mucho mayores para el Estado separatista individual que el resto de la UE.
Este artículo fue activado por primera y única vez por el Reino Unido el 29 de marzo de 2017.

## Disposiciones
El artículo 49A del Tratado de Lisboa, que entró en vigor el 1 de diciembre de 2009, introdujo por primera vez un procedimiento para que un Estado miembro se retire voluntariamente de la UE. Esto se especifica en el artículo 50 del Tratado de la Unión Europea, que establece que:
1. Todo Estado miembro podrá decidir retirarse de la Unión de conformidad con sus propios requisitos constitucionales.
2. El Estado miembro que decida retirarse notificará al Consejo Europeo su intención. A la luz de las orientaciones establecidas por el Consejo Europeo, la Unión negociará y celebrará un acuerdo con dicho Estado, en el que se establezcan las modalidades de su retirada, teniendo en cuenta el marco de su futura relación con la Unión. Dicho acuerdo se negociará de conformidad con el artículo 218, apartado 3, del Tratado de Funcionamiento de la Unión Europea. Se celebrará en nombre de la Unión por el Consejo [de la Unión Europea], por mayoría cualificada, previa aprobación del Parlamento Europeo.
3. Los Tratados dejarán de aplicarse al Estado de que se trate a partir de la fecha de entrada en vigor del acuerdo de retirada o, en su defecto, dos años después de la notificación mencionada en el apartado 2, a menos que el Consejo Europeo, de acuerdo con el Estado miembro interesado , Decide por unanimidad prorrogar este plazo.
4. A los efectos de los apartados 2 y 3, el miembro del Consejo Europeo o del Consejo que represente al Estado miembro que se retire no participará en los debates del Consejo o del Consejo Europeo ni en las decisiones que le conciernan. La mayoría cualificada se definirá de conformidad con la letra b) del apartado 3 del artículo 238 del Tratado de Funcionamiento de la Unión Europea.
5. Si un Estado que se ha retirado de la Unión pide que se reúna, su solicitud estará sujeta al procedimiento a que se refiere el artículo 49.

## Proceso

### Invocación a los Estados miembros
El artículo 50 del Tratado de la Unión Europea establece que "todo Estado miembro podrá decidir retirarse de la Unión de conformidad con sus propios requisitos constitucionales". Una vez que un Estado miembro haya notificado al Consejo Europeo su intención de abandonar la UE , Comienza un período durante el cual se negocia un acuerdo de salida en el que se establecen las disposiciones para la retirada y se describe la futura relación del país con la Unión. Entonces se negociaría un acuerdo de retirada entre la Unión y ese Estado.
La cobertura en The Guardian explicaba que el artículo 50 solo podía ser invocado por los Estados de la UE, a pesar de que las negociaciones no debían ser celebradas hasta la invocación.
Por consiguiente, los restantes Estados de la UE tendrían que emprender negociaciones para gestionar el cambio en los presupuestos de la UE, las asignaciones de votos y las políticas derivadas de la retirada de cualquier Estado miembro.
Esta disposición no se aplica a determinados territorios de ultramar que, con arreglo al artículo 355 del TFUE, no requieren una revisión completa del Tratado.

### Después del proceso de invocación
Los tratados dejen de aplicarse al Estado miembro afectado a la entrada en vigor del acuerdo de salida o, a falta de dicho acuerdo, dos años después de que el Estado miembro haya notificado al Consejo Europeo su intención de marcharse, aunque este período puede ser Prorrogado por unanimidad del Consejo Europeo . El período de dos años en que se negocian los términos del acuerdo de retiro se conoce como período de extinción.
El acuerdo de salida es negociado en nombre de la UE por la Comisión Europea y debe establecer las modalidades de retirada, incluido un marco para la futura relación del Estado miembro con la UE. El acuerdo será aprobado por el Consejo de la UE, por mayoría cualificada, previa aprobación del Parlamento Europeo. Para que el acuerdo sea aprobado por el Consejo de la UE, debe ser aprobado por al menos el 72 por ciento de los Estados miembros que continúan representando al menos el 65 por ciento de su población.
Este sistema permite un retiro negociado, debido a las complejidades de salir de la UE (especialmente en lo que se refiere al euro). Sin embargo, incluye en ella una fuerte implicación de un derecho unilateral a retirarse. Esto se debe a que un Estado decidirá retirarse "de conformidad con sus propios requisitos constitucionales" y que el fin de la aplicación de los tratados en un estado retirado no depende de que se llegue a un acuerdo (ocurriría después de dos años ).
Los restantes Estados de la UE también tendrían que emprender negociaciones sobre la manera de introducir los cambios necesarios en los presupuestos, las asignaciones de votos y las políticas de la UE.

### Reingreso
En caso de que un antiguo Estado miembro pretenda volver a integrarse en la Unión Europea, estaría sujeto a las mismas condiciones que a cualquier otro país candidato.

## Orígenes
La cláusula fue escrita por el escocés compañero de banca transversal y exdiplomático Lord Kerr of Kinlochard.